# Núcleo Histórico de Santa Leopoldina
O Núcleo Histórico de Santa Leopoldina, no estado do Espírito Santo, no Brasil, está localizado em uma estreita faixa de terra entre os morros e o leito do Rio Santa Maria, que era um importante fator econômico, já que servia para escoar a produção agrícola local para a capital, Vitória. O conjunto de edificações do final do século XIX e início do século XX foi tombado pela Resolução CEC 05/1983, da Secretaria Estadual da Cultura (SeCult-ES), recebendo o título de Sítio Histórico Estadual.

## História
A história de Santa Leopoldina está fortemente relacionada a sua condição de porto fluvial, localizada no último trecho navegável do Rio Santa Maria da Vitória, que ligava o interior à capital do Estado, Vitória, que está localizada em sua foz. Assim, as principais atividades urbanas de Santa Leopoldina envolviam atividades portuárias como armazenamento, comercialização e distribuição de café. Em termos urbanos e arquitetônicos, a cidade é composta por edificações de estilo eclético.

Construções do final do século XIX e início do século XX em estilo colonial luso-brasileiro, com detalhes da arquitetura anglo-saxônica. São 38 imóveis com arquitetura é típica do início do século, de acordo com os padrões europeus da época.

## Edificações
- Edifício na Rua Barão de Rio Branco nº 10 e 26
- Rua Bernardino Monteiro nº 14
- Rua Bernardino Monteiro nº 16
- Rua Bernardino Monteiro nº 18
- Rua do Comércio nº 1
- Rua do Comércio nº 2
- Rua do Comércio nº 3
- Rua do Comércio nº 11
- Rua do Comércio nº 13
- Rua do Comércio nº 14, 16, 18 e 20
- Rua do Comércio nº 15
- Rua do Comércio, nº 17
- Rua do Comércio nº 24
- Rua do Comércio nº 26
- Rua do Comércio nº 27
- Rua do Comércio nº 34 e 36
- Rua do Comércio nº 43
- Rua do Comércio nº 45 e 47
- Rua do Comércio nº 51 e 53
- Rua do Comércio nº 54
- Rua do Comércio nº 55
- Rua do Comércio nº 57 e 59
- Rua do Comércio nº 58, 60 e 62
- Rua do Comércio nº 63
- Rua Jerônimo Monteiro nº 2
- Rua Jerônimo Monteiro nº 8
- Rua Jerônimo Monteiro nº 10
- Rua Jerônimo Monteiro nº 16
- Rua Jerônimo Monteiro nº 43
- Rua Jerônimo Monteiro nº 59
- Rua Porfírio Furtado nº 47